# Impatiens rostellata
Impatiens rostellata är en balsaminväxtart som beskrevs av Adrien René Franchet. Impatiens rostellata ingår i släktet balsaminer, och familjen balsaminväxter. Inga underarter finns listade i Catalogue of Life.